# Kaniža (żupania brodzko-posawska)
Kaniža – wieś w Chorwacji, w żupanii brodzko-posawskiej, w gminie Bebrina. W 2011 roku liczyła 808 mieszkańców.